# Bitva u Dunkerque
Bitva u Dunkerque byla bitva druhé světové války mezi Spojenci a Německem na západní frontě během bitvy o Francii a proběhla u Dunkerku mezi 24. květnem a 4. červnem 1940. Během bitvy došlo k evakuaci britských a spojeneckých vojsk z Francie.
Po podivné válce 10. května 1940 vypukla bitva o Francii. Na východě německá skupina armád B napadla a porazila Nizozemsko a postupovala na západ přes Belgii. Vrchní velitel spojenců, francouzský generál Maurice Gamelin, realizoval Plán D, který byl zaměřen na Maginotovu linii opevnění.
14. května německá skupina armád A prorazila v úseku Arden a rychle postupovala na západ k Sedanu, poté se otočila severně k Lamanšskému průlivu, což Generalfeldmarschall Erich von Manstein nazval „srpový sek“ (známý Žlutý plán, Mansteinův plán), v důsledku čehož obklíčil spojenecké síly.